# Савіауґу
Са́віауґу (ест. Saviaugu küla) — село в Естонії, у волості Пиг'я-Сакала повіту Вільяндімаа.

## Населення
Чисельність населення на 31 грудня 2011 року становила 17 осіб.

## Географія
Поблизу населеного пункту проходить автошлях 38 (Пилтсамаа — Вигма).

## Історія
З 7 травня 1992 до 21 жовтня 2017 року село входило до складу волості Кио.